# Black Sheep
Black Sheep jest hip-hopowym duetem z Queens w Nowym Jorku, w którego skład wchodzą Andres „Dres” Titus i William „Mista Lawnge” McLean. Byli członkami Native Tongues, w którego skład wchodzili jeszcze De La Soul i A Tribe Called Quest. Zadebiutowali w 1991 roku utworem Flavor of the Month i niedługo później wydali swój pierwszy album „A Wolf in Sheep's Clothing”.

## Dyskografia
- 1991: A Wolf in Sheep's Clothing
- 1994: Non-Fiction
- 2006: 8WM/Novakane